# Гражданство США
Гражданин США (англ. citizen; U.S. citizen; American citizen) — лицо, получившее все права и обязанности, предоставляемые Конституцией США и законами США, по праву рождения или в результате натурализации и имеющее право на защиту со стороны государства.

## Способы получения гражданства

### Гражданство по праву рождения
Дети, родившиеся на территории США (не только 50 штатов и округа Колумбия, но также на принадлежащих США территориях Пуэрто-Рико, Гуам, Северные Марианские Острова, Американские Виргинские острова), получают гражданство США по праву рождения (за исключением детей дипломатического персонала). В законах США различаются понятия подданство (nationality) и гражданство (citizenship). Жители принадлежащих США территорий Пуэрто-Рико, Гуам, Северные Марианские Острова, Американские Виргинские острова являются подданными (nationals) США, а также как гражданами (citizens) США, так и гражданами (citizens) соответствующих территорий. Жители принадлежащей США территории Американское Самоа являются подданными (nationals) США и гражданами (citizens) Американского Самоа, но не гражданами (citizens) США.
Закон о получении гражданства по праву рождения иногда вызывает возмущение, так как некоторые считают, будто многие родители, в том числе нелегальные мигранты, могут въезжать в страну специально, чтобы родить ребёнка (так называемые «дети-якоря́»).
С попытками иностранок родить в США для того, чтобы обеспечить американским гражданством будущего ребёнка, власти США ведут борьбу. С 24 января 2020 года консульства США перестали выдавать временные визы беременным женщинам, если есть основания полагать, что основной целью въезда является рождение ребёнка для того, чтобы он получил американское гражданство.
Рождённый за пределами США иностранец может также по праву рождения получить американское гражданство при условии, что хотя бы один из его родителей является гражданином США. Это правило распространяется только на одно поколение.

## Натурализация в США
Раздел 8 статьи I Конституции предоставляет Конгрессу право устанавливать единообразные правила натурализации. За практическое осуществление этих правил отвечает Служба гражданства и иммиграции США. По Закону об иммиграции и гражданстве 1952 года иностранец может получить гражданство США, если ему исполнилось 18 лет, он имеет законное разрешение на постоянное проживание и прожил в США по крайней мере пять лет (при этом не менее шести последних месяцев в том штате, где подано заявление), является «высоко нравственным человеком», может продемонстрировать владение английским языком и знакомство с историей США и их государственными институтами, а также готов дать присягу на верность. Супруги граждан США могут получать гражданство США после трёх лет постоянного проживания в США.
Юридическая процедура приёма гражданства США может быть и коллективной — это происходит автоматически при получении территорией статуса штата.

## Присяга на верность
Обязательный элемент принятия гражданства США. Присягающий вслед за секретарём суда повторяет текст присяги:

«Настоящим я клятвенно заверяю, что я абсолютно и полностью отрекаюсь от верности и преданности любому иностранному монарху, властителю, государству или суверенной власти, подданным или гражданином которого я являлся до этого дня; что я буду поддерживать и защищать Конституцию и законы Соединённых Штатов Америки от всех врагов, внешних и внутренних; что я буду верой и правдой служить Соединённым Штатам; что я возьму в руки оружие и буду сражаться на стороне Соединённых Штатов, когда я буду обязан сделать это по закону; что я буду нести нестроевую службу в вооружённых силах США, когда я буду обязан делать это по закону; что я буду выполнять гражданскую работу, когда я буду обязан делать это по закону; и что я произношу эту присягу открыто, без задних мыслей или намерения уклониться от её исполнения. Да поможет мне Бог».
Оригинальный текст (англ.)«I hereby declare, on oath, that I absolutely and entirely renounce and abjure all allegiance and fidelity to any foreign prince, potentate, state, or sovereignty, of whom or which I have heretofore been a subject or citizen; that I will support and defend the Constitution and laws of the United States of America against all enemies, foreign and domestic; that I will bear true faith and allegiance to the same; that I will bear arms on behalf of the United States when required by the law; that I will perform noncombatant service in the Armed Forces of the United States when required by the law; that I will perform work of national importance under civilian direction when required by the law; and that I take this obligation freely, without any mental reservation or purpose of evasion; so help me God.»
— Naturalization Oath of Allegiance to the United States of America
Отказ под присягой от прежнего гражданства был введён Конгрессом США в 1802[прояснить].

## Партийность
Партийная принадлежность гражданина США определяется путём регистрации в местной избирательной комиссии. Партбилеты и заявления о приёме в Демократической и Республиканской партии (а также в подавляющем большинстве более мелких партий США) отсутствуют. Формальный выход из партии заключается в направлении в местную избирательную комиссию новой анкеты.